# الفقيرات
الفقيرات فن غنائي جزائري  وهو من أنواع الغناء الأندلسي بطابع المالوف والمرتبط بالمديح الصوفي، ينتشر بكثرة في الشرق الجزائري خاصة بقسنطينة وعنابة وقالمة وسوق اهراس، عرف في أوساط الحقبة العثمانية، ويعرف طابع الفقيرات انتشارا واسعا في الشرق الجزائر فحاليا أصبح معروفا في العديد من الولايات الأخرى مثل باتنة وجيجل وسكيكدة وذلك يعود لكثير من الأسباب منها، كون المجتمع الجزائري يحافظ على الكثير من العادات والتقاليد وذلك أدى إلى بروز فنانين عدة أشهرهم زهور العنابية وحويتة السوق اهراسية وأحمد القالمي وغيرهم.

## التسمية
تختلف التسمية من منطقة لأخرى فمنهم من يرجح ان التسمية هي نسبة للحالة الاجتماعية التي كانت تجمع بين مجموعة النساء لتأسيس الجوق والتي تكون لاحتياجات مالية في العادة أي ان تسمية الفقيرات هي من الفقر
كذلك هناك من يرجح انها لرتباطها مع التصوف فإن التسمية ناتجة عن وصف '' الفقير لله '' إلا أن هذه التسمية بعيدة عن الحقيقة خصوصا ان المحتوى لفن الفقيرات يجمع العديد من الطبوع والموشحات من شتى الأنواع الموسيقية مثل المالوف العيساوة وحتى من التراث السطايفي والشاوي.

## فنانات
- زهور العنابية
- حويتة السوق أهراسية
- زهور فرقاني